# Elementarna matrika
Elementarna matrika je matrika, ki se od enotske matrike razlikuje samo v eni elementarni vrstični operaciji. Elementarne matrike tvorijo splošno linearno grupo obrnljivih matrik. Znani so trije tipi elementarnih matrik z razsežnostjo {\displaystyle n\times n\,}: 
- permutacijske matrike
- diagonalne matrike
- unipotentne matrike

## Elementarna vrstična oparacija
Elementarne vrstične oparacije ne spremenijo rešitve sistema linearnih enačb, ki ga opisuje matrika.
Znane so tri vrste elementarnih matrik, ki odgovarjajo trem tipom vrstičnih operacij (enako velja tudi za stolpce))
- sprememba vrstic pomeni, da dano vrstico zamenjamo z drugo vrstico

{\displaystyle R_{i}\leftrightarrow R_{j}}
- množenje vrstice pomeni, da lahko vsak element v vrstici pomnožimo z neničelno konstanto

{\displaystyle kR_{i}\rightarrow R_{i},\ {\mbox{kjer je}}\quad k\neq 0\,}
- dodajanje vrstice pomeni, da vrstico nadomestimo z vsoto te vrstice in mnogokratnikom neke druge vrstice

{\displaystyle R_{i}+kR_{j}\rightarrow R_{i},{\mbox{kjer je }}i\neq j\,}
Elementarna matrika se dobi tako, da izvedemo eno izmed zgornjih operacij na enotski matriki.
Množenje vrstice pomeni, da množimo vse elemente v vrstici enotske matrike s konstanto, ki ni enaka 0.

Primer:
{\displaystyle T_{i}(m)={\begin{bmatrix}1&&&&&&\\&\ddots &&&&&\\&&1&&&&\\&&&m&&&\\&&&&1&&\\&&&&&\ddots &\\&&&&&&1\end{bmatrix}}\quad }

Dodajanje vrstice pomeni, da dodamo neki vrstici s konstanto pomnoženo drugo vrstico.

Primer:
{\displaystyle T_{i,j}(m)={\begin{bmatrix}1&&&&&&&\\&\ddots &&&&&&\\&&1&&&&&\\&&&\ddots &&&&\\&&m&&1&&\\&&&&&&\ddots &\\&&&&&&&1\end{bmatrix}}}